# Corrado Benedetti
Corrado Benedetti (Cesena, 20 de enero de 1957 - Savignano sul Rubicone, 15 de febrero de 2014) fue un entrenador y jugador de fútbol italiano que jugaba en la demarcación de defensa.

## Trayectoria

### Como futbolista
Corrado Benedetti entró en el primer equipo del AC Cesena tras subir desde las categorías inferiores del club en 1976 a los 19 años de edad. Aunque no fue hasta el 9 de enero de 1977 cuando se produjo su debut en un partido oficial de la Serie A. Tras 112 partidos en los que marcó cuatro goles, Benedetti fichó por el Bologna FC 1909 en 1980. Un año después descendió de categoría a la Serie B al finalizar en el puesto 15 de la clasificación. Ese mismo año volvió al AC Cesena para jugar en el equipo durante una temporada. Ya en 1983 el Perugia Calcio se hizo con los servicios del jugador. También jugó para el Calcio Catania, SSD Trento Calcio 1921, AS Livorno Calcio y para el Forlì FC, equipo en el que se retiró como futbolista en 1990 a los 33 años de edad tras jugar un total de 416 partidos y haber marcado 22 goles en toda su carrera futbolística. Además jugó un partido con la selección de fútbol sub-21 de Italia el 9 de marzo de 1977 contra Noruega en Brescia

### Como entrenador
Tras terminar su carrera como futbolista, Benedetti fichó por el AC Cesena Primavera como entrenador. En 1996 pasó al primer equipo, con el que ganó en 1998 la Lega Pro Prima Divisione, lo cual llevó al equipo a jugar la Serie B; y la Panchina d'Argento. Posteriormente también entrenó al ASD Castel di Sangro, AC Pisa 1909, Benevento Calcio, US Grosseto FC, Perugia Calcio y finalmente al AC Pistoiese en 2008. En 2013 también entrenó al equipo juvenil del AC Cesena. Dejó el cargo a final de 2013 cuando se le diagnosticó una enfermedad que le llevó a la muerte la noche del 15 de febrero de 2014 en Savignano sul Rubicone a los 57 años de edad.

## Clubes

### Como futbolista
| Club                   | País   | Año         | Partidos | Goles |
| ---------------------- | ------ | ----------- | -------- | ----- |
| AC Cesena              | Italia | 1976 - 1980 | 112      | 4     |
| Bologna FC 1909        | Italia | 1980 - 1982 | 55       | 3     |
| AC Cesena              | Italia | 1982 - 1983 | 27       | 0     |
| Perugia Calcio         | Italia | 1983 - 1986 | 96       | 2     |
| Calcio Catania         | Italia | 1986 - 1987 | 29       | 0     |
| SSD Trento Calcio 1921 | Italia | 1987 - 1988 | 64       | 3     |
| AS Livorno Calcio      | Italia | 1988 - 1989 | 31       | 9     |
| Forlì FC               | Italia | 1989 - 1990 | 2        | 1     |

### Como entrenador
| Club                 | País   | Año         |
| -------------------- | ------ | ----------- |
| AC Cesena Primavera  | Italia | 1993 - 1996 |
| AC Cesena            | Italia | 1996 - 1999 |
| ASD Castel di Sangro | Italia | 1999 - 2001 |
| AC Pisa 1909         | Italia | 2001 - 2003 |
| Benevento Calcio     | Italia | 2003 - 2005 |
| US Grosseto FC       | Italia | 2005 - 2006 |
| Perugia Calcio       | Italia | 2006 - 2007 |
| AC Pistoiese         | Italia | 2007 - 2008 |

## Palmarés

### Como entrenador

#### Campeonatos nacionales
| Título                   | Club      | País   | Año  |
| ------------------------ | --------- | ------ | ---- |
| Lega Pro Prima Divisione | AC Cesena | Italia | 1998 |

#### Distinciones individuales
| Título             | Club      | País   | Año  |
| ------------------ | --------- | ------ | ---- |
| Panchina d'Argento | AC Cesena | Italia | 1998 |